# ويلي ويل
ويلي ويل (بالإنجليزية: Willy Will)‏ هو ملحن ومنتج أسطوانات أمريكي، ولد في 28 أغسطس 1982.